# Torre ANZ
La Torre ANZ (in inglese: ANZ Tower), anche nota come l'ANZ Bank Centre, è un grattacielo di Sydney in Australia.

## Storia
I lavori di costruzione dell'edificio, costruito da Grocon, uno sviluppatore immobiliare di Melbourne, e progettato dallo studio di architettura di Sydney Francis-Jones Morehen Thorp (FJMT), sono iniziati nel 2010. Costati 800 milioni di dollari australiani, i lavori sono stati quindi ultimati nel 2013.

## Descrizione
L'edificio sorge nel CBD di Sydney, e presenta un'altezza di 191 metri.

## Galleria d'immagini

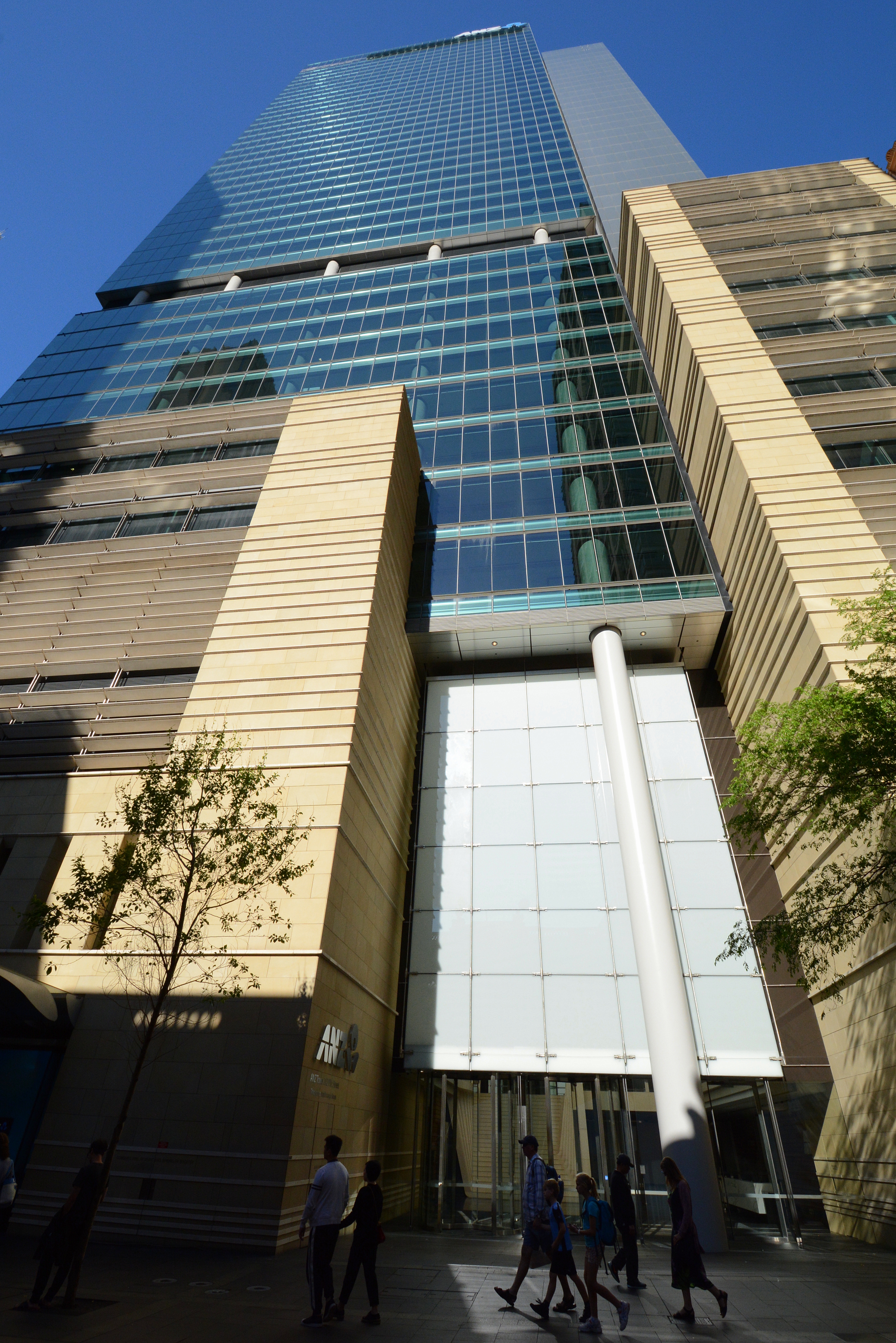
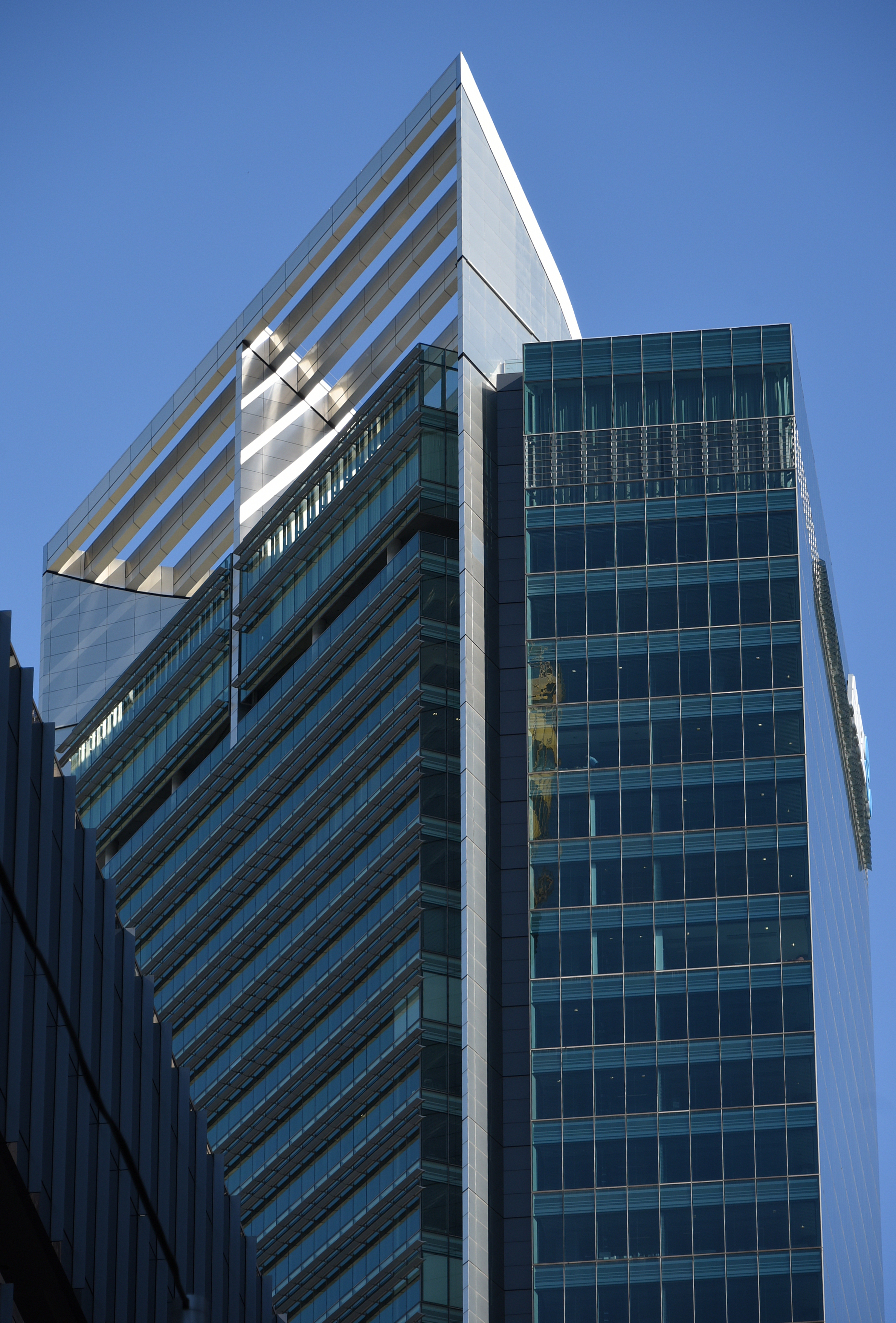
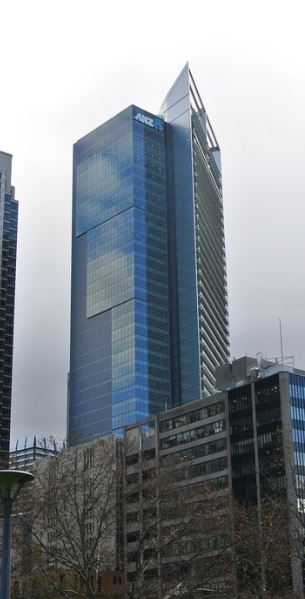